# 松山市立素鵞小学校
松山市立素鵞小学校（まつやましりつ そがしょうがっこう）は、愛媛県松山市にある公立小学校。

## 概要
校区は松山市日の出町・枝松1から4丁目・小坂1から3丁目・中村1から5丁目・祇園町・立花1から6丁目・拓川町で構成されている。校区内には国道11号・県道334号（旧国道11号）・伊予鉄道横河原線が貫通しており、交通量は軒並み多い。

## 沿革
- 1890年（明治23年）- 3月 素鵞尋常小学校設置（3月28日開校記念日）
- 1914年（大正3年）- 高等科併設　素鵞尋常高等小学校と改称
- 1926年（大正15年）- 松山市合併　松山市素鵞尋常高等小学校と改称
- 1928年（昭和3年）- 校旗制定
- 1937年（昭和12年）- 校歌制定　作詞　林　古渓／作曲　平井康三郎
- 1941年（昭和16年）- 松山市立素鵞国民学校と改称
- 1945年（昭和20年) - 戦災
- 1947年（昭和22年) - 松山市立素鵞小学校と改称　給食開始
- 1955年（昭和30年) - プール竣工
- 1965年（昭和40年) - 体育館落成
- 1974年（昭和49年) - 給食室完成　水泳プール完成
- 1975年（昭和50年) - 特殊学級設置
- 1986年（昭和61年) - 体育館落成
- 1989年（平成元年) - 開校１００周年記念式典挙行　タイムカプセル埋設
- 1996年（平成8年) - 北校舎（オープン教室）落成
- 2006年（平成18年) - 通級指導教室（学習障害）開設
- 2009年（平成21年) - 開校１２０周年記念式典挙行
- 2010年（平成22年) - タイムカプセル開封
- 2011年（平成23年) - 素鵞の子わくわくスクール開始（夏休み）
- 2014年（平成26年) - 通級指導教室増設
- 2015年（平成27年) - 東・西校舎耐震化工事開始　放課後子ども教室「わくわくオーロラひろば」開設
- 2016年（平成28年) - 8月 耐震化工事終了
- 2017年（平成29年) - 市教研大会会場校（特別活動）
- 2018年（平成30年) - エアコン設置
- 2019年（令和元年) - 創立１３０周年　3月4日～新型コロナウィルス感染防止のため臨時休業
- 2020年（令和2年) - 臨時休業継続・児童預かり　5月25日～登校再開　夏季休業中補充学習　GIGAスクール事業一人一台タブレット設置

## 服装
標準服を着用する。

## 規模
- 児童数：529名
- 学級数：21（うち特殊3学級）

## 教育方針
自他を大切にし、自ら伸びゆく子どもの育成

## 委員会
- 放送委員会
- 図書委員会
- 栽培委員会
- 掲示委員会
- 体育委員会
- 保健委員会
- 飼育委員会
- JRC委員会
- 給食委員会
- 運営委員会

## 著名な出身者
- 本田朋子 - フリーアナウンサー（元フジテレビアナウンサー）

## 進学先の中学校
- 松山市立拓南中学校

## アクセス
- 伊予鉄道横河原線 いよ立花駅から歩いて20分。伊予鉄道横河原線 石手川公園駅から歩いて15分。